# Manhasset Hills, New York
Manhasset Hills, New York (енгл. Manhasset Hills) насељено је место без административног статуса у америчкој савезној држави Њујорк.

## Демографија
По попису из 2010. године број становника је 3.592, што је 69 (-1,9%) становника мање него 2000. године.
| Група             | 2000.         | 2010.         |
| Белци             | 2.480 (67,7%) | 1.868 (52,0%) |
| Афроамериканци    | 13 (0,4%)     | 24 (0,7%)     |
| Азијати           | 990 (27,0%)   | 1.418 (39,5%) |
| Хиспаноамериканци | 121 (3,3%)    | 210 (5,8%)    |
| Укупно            | 3.661         | 3.592         |